# Napier & Miller
Napier & Miller Ltd. (auch bekannt als Messrs Napier & Miller) war eine von 1898 bis 1931 bestehende Werft in Yoker, ab 1906 in Old Kilpatrick am Nordufer des Flusses Clyde nordwestlich von Glasgow in Schottland.

## Geschichte
Die Firma wurde 1898 in Yoker (Dunbartonshire), heute Teil von Glasgow, gegründet und übernahm dabei auch das Gelände und den Betrieb der benachbarten und 1877 gegründeten Werft von Napier, Shanks and Bell. Im Jahre 1906 kaufte der Clyde Navigation Trust das Gelände, um dort ein neues Hafenbecken zu bauen, das spätere Rothesay Dock, und Napier & Miller verlegten ihren Betrieb etwa 5 Kilometer flussabwärts nach Old Kilpatrick, wo auch ausreichend Platz für spätere Erweiterungen vorhanden war. Heute überquert unweit nordwestlich der ehemaligen Werftanlage die 1971 eingeweihte Erskine Bridge mit der Straße A 898 den Clyde.
Gebaut wurden sowohl Dampfschiffe als auch Schiffsmaschinen. Während des Ersten Weltkriegs baute die Werft außerdem Sloops und Minensuchboote für die Royal Navy sowie nach standardisierten Bauplänen Tanker des Typs „AO“ und Schüttgutfrachter des Typs „A“  für den Shipping Controller. Daneben wurde auch eine Anzahl von militärischen Mehrzweckflugzeugen des Typs B.E.2 montiert.
In the 1920er Jahren baute die Werft auch Passagierschiffe für norwegische und Große-Seen-Schiffe für US-amerikanische und kanadische Reedereien. Sie überlebte jedoch die 1929 einsetzende Weltwirtschaftskrise nicht. Das letzte von rund 120 gebauten Schiffen, die für die Compagnie Nantaise de Navigation à Vapeur in Nantes (Frankreich) gebaute 2151 BRT Penerf, wurde 1930 fertiggestellt. Die Werft wurde von der halbstaatlichen National Shipbuilders Security gekauft – die erste so übernommene und abgewickelte Werft – und 1931 nach Verkauf der beweglichen Vermögenswerte vollständig abgebrochen.